# Faculdade de Educação Teológica das Assembleias de Deus
A Faculdade de Educação Teológica das Assembleias de Deus é uma instituição brasileira de formação superior livre em Teologia.

## História
A FAETAD foi fundada em 14 de abril de 1988, pelo missionário norte-americano Bernhard Johnson (1931 - 1995). Inicialmente, a FAETAD oferecia aos seus alunos somente o Curso Médio em Teologia. Porém, a partir de 2003, graças a um convênio firmado com a Global University (instituição de ensino superior das Assembleias de Deus dos Estados Unidos), a FAETAD abriu seu Bacharel em Teologia, que pode ser cursado em duas modalidades: com reconhecimento nacional ou com reconhecimento internacional.
No primeiro caso, o formando recebe um diploma de curso superior livre em Teologia, reconhecido pelas principais igrejas evangélicas do Brasil. No segundo, o aluno é contemplado com um diploma aceito nos Estados Unidos da América, principalmente pelas igrejas cristãs daquele país. A FAETAD, a exemplo do que ocorre com a EETAD, não mantém vínculos convencionais com qualquer igreja evangélica; contudo, resguarda ela, bem como a EETAD, por força de seu estatuto, o compromisso de manter ligações fraternais principalmente com a CGADB e a Convenção Nacional das Assembleias de Deus, de onde são todos os seus conselheiros e igualmente os membros de sua diretoria executiva.
Em seus primeiros anos de funcionamento, a FAETAD, ainda apenas com o Médio em Teologia, valeu-se de um currículo preparado por diversos missionários que atuaram no Brasil, além de obreiros que tinham suas bases em outros países. Nessa primeira etapa, a FAETAD ostentou um currículo composto por doze matérias. Finalmente, quando da abertura do Bacharel, e posterior revalidação do Curso Básico oferecido pela EETAD para curso Médio, o Médio da FAETAD passou a ser desativado gradualmente. Hoje ele existe apenas para atender os poucos remanescentes que ainda cursavam essa modalidade quando ela oficialmente passou a recusar novas inscrições.
Com a abertura do Bacharel, em 2003, a FAETAD ganhou um novo impulso (apesar do fim de seu Médio em Teologia). Uma das grandes expectativas de então passou a ser a formação teológica oferecida em regime de internato e semi-internato, uma vez que as obras do campus da FAETAD estavam concluídas. A ideia era receber cerca de 200 alunos, que ficariam alojados nas excelentes dependências da sede da FAETAD. Desde sempre, a FAETAD mantém seus cursos exclusivamente pelo sistema de educação a distância.

## Localização
A sede da FAETAD fica no estado de São Paulo, às margens da SP-340, que liga a cidade de Campinas aos municípios de Jaguariúna, Mogi Mirim e Mogi Guaçu. Estas instalações receberam o nome de Campus Teológico Rev. Dr. Bernhard Johnson, e abrigam não somente a sede administrativa da FAETAD, mas também as dependências que serviriam aos alunos do internato e semi-internato, bem como os escritórios da EETAD e da ABEM.
A área total, estimada em aproximadamente 50.000m², contém os seguintes prédios: um edifício central com os escritórios da EETAD e expedição; galpão de estoque; prédio da FAETAD (com escritórios e salas de aula); edifício de refeitório (1º andar) e biblioteca (2º andar); alojamento feminino; alojamento masculino; seis apartamentos funcionais (destinados aos professores que lecionariam no internato); ginásio de esportes (com sala de musculação e piscina aquecida); residência para o prefeito do campus; e outras edificações menores como garagem, canil, estação de tratamento de resíduos e gerador. Quanto às instalações da FAETAD, salienta-se que os departamentos da faculdade não operaram em suas instalações originais em 2008 e 2009, mas em espaços improvisados nos escritórios da EETAD. Somente em outubro de 2009, os departamentos da faculdade retornaram às suas instalações originais e adequadas.

## Proposta pedagógica
O método de ensino proposto pela FAETAD é uma fórmula já consagrada na educação teológica. A ênfase recai sobre o compromisso com a Bíblia e a ortodoxia doutrinária. Sendo assim, o currículo contempla os temas mais importantes para a manutenção da doutrina, bem como aqueles que mais contribuem para o aperfeiçoamento de obreiros. A grade curricular da FAETAD é composta por matérias nacionais e internacionais. As internacionais, tal como se dava com seu antigo Médio, foram escritas por missionários estrangeiros que atuaram no Brasil e outras nações; as matérias nacionais, foram compostas por obreiros da igreja brasileira de reconhecida competência teológica.
Atualmente, a FAETAD possui cerca de 1000 alunos através do sistema de EAD.